# フェイクニュースに踊るな〜芸能人メンタル検証〜
『フェイクニュースに踊るな〜芸能人メンタル検証〜』（フェイクニュースにおどるな げいのうじんメンタルけんしょう）は、朝日放送テレビで2021年10月3日から10月24日まで放送されたバラエティ番組。

## 概要
フェイクニュースを知らされた芸能人の反応をMCの大悟と山里がモニタリングし、トークを繰り広げる番組。
番組本編開始前の22時55分 - 23時枠で、事前ミニ番組として『まもなくフェイクニュースに踊るな』も別途放送。

## 出演者

### MC
- 大悟（千鳥）[1]
- 山里亮太（南海キャンディーズ）[1]

### ターゲット
- 津田篤宏（ダイアン） - 第1回[3]
- 丸山桂里奈 - 第2回[3]
- おいでやす小田 - 第3回[3]
- 原田龍二 - 第4回[3]

### 仕掛け人
- 松本まりか - 第1回[3]
- 本並健治 - 第2回[3]
- こがけん、神部美咲 - 第3回[3]
- 原田龍二のマネージャー - 第4回[3]

## スタッフ
- ナレーター：呉圭崇
- 構成：興津豪乃、鹿谷忠弘、溝山智之
- カメラ：久世大輔
- 音声：小澤真琴
- 美術進行：加藤靖也
- CG：市川元信
- 編集：柳元利秋
- MA：松田直起
- 音響効果：山本達也（ZACK）
- ヘアメイク：三田彩聖（アートメイク・トキ）
- 技術協力：スウィッシュ・ジャパン、IMAGICA Lab.
- 美術協力：テレビ朝日クリエイト
- 協力：リトルベア、東名運輸
- 編成：鈴鹿相哉（朝日放送テレビ）
- PR：衣川淳子（朝日放送テレビ）
- AD：佐藤優妃、井村祥大、橋本彩加、大河内結希乃、宮部修斗
- AP：松原杏奈
- デスク：中村美恵（朝日放送テレビ）
- ディレクター：小谷昌輝、芝俊明
- 演出：朝倉健
- プロデューサー：北村誠之（朝日放送テレビ）、田井中皓介・島田力規王（共に吉本興業）
- チーフプロデューサー：芝聡（朝日放送テレビ）
- 制作協力：山口社
- 制作：朝日放送テレビ、吉本興業